# Villemoiron-en-Othe

Villemoiron-en-Othe este o comună în departamentul Aube din nord-estul Franței. În 1 ianuarie 2022 avea o populație de 204 de locuitori.